# Kenneth Albury
Kenneth Harrison Earl Albury (ur. 9 stycznia 1920 w Cherokee Sound na Bahamach, zm. w 1998 w Nassau) – bahamski żeglarz, czterokrotny olimpijczyk.

## Życiorys
Urodził się w Cherokee Sound w dystrykcie Central Abaco na Bahamach. Kształcił się m.in. w Nassau's Government High School. Później był dyrektorem jednej ze szkół w Tarpum Bay. Od 1940 roku pracował w służbie publicznej – wpierw w Departamencie Skarbu, a od 1947 w Departamencie Audytu, w którym był m.in. audytorem ds. rozliczeń publicznych (1956–1979).
Czterokrotny uczestnik igrzysk olimpijskich (IO 1952, IO 1956, IO 1960, IO 1968). Startował w klasie Finn. Podczas swoich olimpijskich występów zajął odpowiednio: 14., 9., 8. i 28. miejsce. Na igrzyskach w 1960 roku zwyciężył w jednym z wyścigów. Zdobył złoty medal podczas Igrzysk Panamerykańskich 1959.
Był żonaty z Barbarą Sands, miał jednego syna.